# Urbura
Urbura, vagy bányabér volt a kitermelt ércek után fizetendő illeték neve. Ezt a bányászok vagy a feltárást végeztető (főként német) vállalkozók fizették, a kibányászott aranynak egytizedét, ezüstnek és egyéb fémnek egynyolcadát fizették. Mivel a középkori Magyarország egész Európa egyik legjelentősebb aranytermelője volt, ez a regálé nagy jelentőséggel bírt a királyi jövedelemben.

## Története
Az első bányászok valószínűleg Gizella királynéval érkeztek az országba. Árpád-korban királyi bányászati monopólium érvényesült és a teljes jövedelem a kincstárat illette. Bárki bárhol bányászhatott, de a bánya területét a kincstár kisajátította, más földekre cserélve azokat. Ez sem a főurakat, sem az egyházat nem tette érdekeltté a földjeiken található bányakincsek feltárásának elősegítésében. 
1325-ös rendeletével Károly Róbert megreformálta a rendszert. A nemesfémet teljes egészében meghatározott áron kötelesek voltak beszolgáltatni a pénzverő kamarának, amely vert pénzzel fizetett érte. A rendelkezés megkerülését megelőzendő megtiltották a nemesérceknek az országból való kivitelét.
1327 májusában cseh példa nyomán a magánbirtokokon fekvő bányák urburájának egyharmadát - Zsigmond korától a felét - átengedte a föld tulajdonosának. A bányászat fejlődésnek is indult, 1328-ban alapították Körmöcbányát.